# Where Is My Mind?
"Where Is My Mind?" is een nummer van de Amerikaanse alternatieve rockband Pixies. Het is afkomstig van debuutalbum Surfer Rosa uit 1988. 
Het nummer stond in 2021 op de 493e plek van de 500 Greatest Songs of All Time, volgens het tijdschrift Rolling Stone. Een direct commercieel succes was het echter niet: het nummer kwam niet verder dan plek 199 in de Britse hitlijst, al behaalde de single uiteindelijk wel de platina status.
Het nummer is geschreven door frontman Black Francis. Francis haalde voor het nummer inspiratie uit zijn scubaduikervaringen tijdens een vakantie in het Caribisch gebied. Gitarist Joey Santiago componeerde de gitaarlijn van het nummer. 
Nadat het in 1999 te zien was in de slotscène van de film Fight Club, bereikte het nummer ook het mainstream-publiek.  Andere films waarin het nummer gebruikt wordt zijn onder meer Mr. Nobody, Gaz Bar Blues, Big Ass Spider! en Knock Knock, Sucker Punch. Ook in de series Criminal Minds en Warehouse 13 komt het nummer voor. 
Op 13 april 2004 gebruikte NASA "Where Is My Mind?" om het team wakker te schudden dat werkte aan de Marsrover Spirit. 

## NPO Radio 2 Top 2000
| Nummer met noteringen in de NPO Radio 2 Top 2000 | '22 | '23 | '24 |
| ------------------------------------------------ | --- | --- | --- |
| Where Is My Mind?                                | 896 | 816 | 817 |

1. ↑  Een vetgedrukt getal geeft de hoogste notering aan.
2. ↑  2022 was het eerste jaar met een notering voor dit nummer.